# 戸田村 (岩手県)
戸田村（とだむら）は、1955年（昭和30年）まで岩手県九戸郡にあった村。現在の九戸村戸田・山根にあたる。

## 沿革
- 1889年（明治22年）4月1日 - 町村制施行にともない、戸田村と山根村が合併して新制の北九戸郡戸田村が発足。
- 1897年（明治30年）4月1日 - 北九戸郡と南九戸郡が合併して九戸郡が成立[1]。九戸郡戸田村となる。
- 1955年（昭和30年）4月1日 - 伊保内村・江刺家村と合併し、九戸村となる。

## 行政

### 歴代村長
| 代 | 氏名         | 就任                      | 退任                      | 備考 |
| -- | ------------ | ------------------------- | ------------------------- | ---- |
| 1  | 照井武則     | 明治22年（1889年）        | 明治32年（1899年）        |      |
| 2  | 岩泉箭一     | 明治32年（1899年）5月8日  | 明治44年（1911年）5月7日  |      |
| 3  | 村木元吉     | 明治44年（1911年）7月27日 | 大正2年（1913年）5月3日   |      |
| 4  | 皆川喜八     | 大正2年（1913年）11月27日 | 昭和17年（1942年）2月8日  |      |
| 5  | 中村泰蔵     | 昭和17年（1942年）5月21日 | 昭和21年（1946年）11月7日 |      |
| 6  | 大久保福太郎 | 昭和22年（1947年）4月15日 | 昭和30年（1955年）3月31日 |      |